# 考氏皂鱸
考氏皂鱸，為輻鰭魚綱鱸形目鱸亞目鮨科的其中一種，被IUCN列為次級保育類動物，分布於東太平洋墨西哥Revillagigedo群島海域，棲息深度6-11公尺，體長可達19公分，生活在礁石區，為底棲性魚類，屬肉食性，生活習性不明。

## 擴展閱讀
維基物種上的相關：考氏皂鱸